# Sistema hidráulico de una aeronave
Los sistemas hidráulicos en las aeronaves proporcionan un medio para el funcionamiento de los componentes. El funcionamiento del tren de aterrizaje, flaps, superficies de control de vuelo y los frenos se logra en gran medida gracias a los sistemas de energía hidráulica.
La complejidad del sistema hidráulico varía de aviones pequeños, que requieren de líquido solo para la operación manual de los frenos de las ruedas, a grandes aviones de transporte donde los sistemas son grandes y complejos. Para lograr la redundancia y fiabilidad necesaria, el sistema suele constar de varios subsistemas.

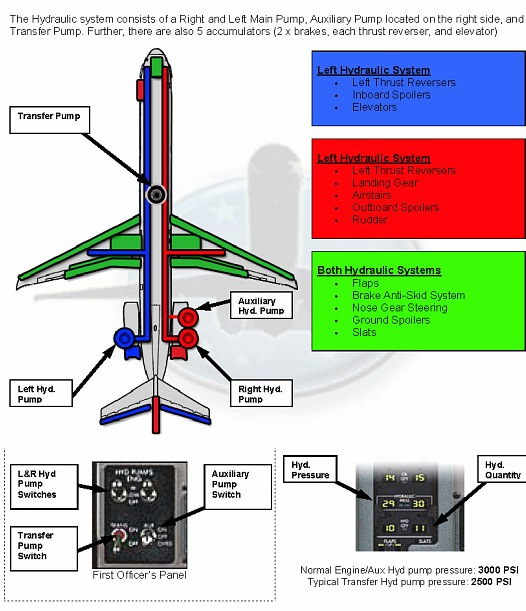
Sistema hidráulico general en una aeronave.

## Historia
Los primeros sistemas hidráulicos se introdujeron en el avión a comienzos de los años 30 con la aparición de las primeras hélices de paso variable en 1933,en el Boeing B-247D, que permitieron reducir la carrera de despegue y aumentar la velocidad de ascenso y de crucero. En 1936 American Airlines empezó a operar con DC-3, el primer avión que permitió a las aerolíneas ganar dinero con el transporte de pasajeros y que incluía trenes replegables mediante un sistema hidráulico, lo que liberó a los pilotos de tener que hacerlo de forma manual durante el despegue y aterrizaje. Desde entonces el papel de los sistemas hidráulicos en el avión ha sido creciente, incrementándose también de forma notable la potencia demandada por ellos.
Desde el primer momento la potencia hidráulica se percibió como un sistema eficaz para convertir las pequeñas, y de baja energía, demandas del piloto en los mandos de vuelo en desplazamientos de alta energía en las superficies de control del avión (DC-4).La introducción de mandos de vuelo asistidos fue una aplicación inmediata de la energía hidráulica en aviones cada vez más rápidos y con mayores demandas de maniobrabilidad. Esta aplicación convirtió los sistemas hidráulicos en elementos críticos desde el punto de seguridad del avión, donde la posibilidad de fallos simples no podía comprometer el gobierno de la aeronave. Los sistemas hidráulicos evolucionaron incorporando bombas y actuadores múltiples, así como acumuladores, como una solución para aumentar las fiabilidad de estos sistemas.
Los sistemas hidráulicos son todavía hoy el medio más efectivo para transmitir potencia a los mandos primarios y secundarios de vuelo, trenes de aterrizaje, frenos, puertas y rampas. No obstante existen esfuerzos importantes hoy en día para reemplazar el uso de sistemas hidráulicos mediante sistemas eléctricos en algunas áreas. A pesar de todo, los sistemas hidráulicos han mantenido suposición de dominancia debido fundamentalmente a su bajo peso por unidad de potencia. Incluso con el uso de materiales magnéticos basados en tierras raras, la relación potencial peso de los sistemas hidráulicos es significativamente mayor que la de los eléctricos, especialmente para potencias por encima de los 3 kW. Los principales requerimientos para el desempeño de las misiones encomendadas a cualquier sistema embarcado son bajo peso, bajo volumen, bajo coste de adquisición, alta fiabilidad y bajo mantenimiento. 
Los sistemas hidráulicos satisfacen todos estos requerimientos y además poseen atractivos adicionales. El pequeño tamaño de los tubos y su flexibilidad hacen que sean fáciles de instalar. El uso de aceite como fluido de trabajo proporciona la lubricación necesaria y las sobrecargas del sistema pueden absorberse sin daño. Dentro de los límites de la integridad estructural de un actuador, su carga máxima puede superarse, moverse en dirección contraria, y recuperar su funcionalidad cuando la sobrecarga desaparece. Muchos ingenieros consideran que estas características hacen a los sistemas hidráulicos más robustos y atractivos que los correspondientes sistemas eléctricos, aunque esto es hoy en día tema de debate.
En los aviones antiguos, más pequeños, el piloto podía operar los controles de vuelo con la mano. Cuando las aeronaves comenzaron a volar más rápido y a tener mayor tamaño, el piloto ya no era capaz de operar manualmente, por lo que fueron introducidos los sistemas hidráulicos. Estos se utilizaron en principio para los sistemas de frenado. Muchas aeronaves modernas utilizan un sistema de suministro de energía y control de vuelo fly-by-wire. La entrada se envía electrónicamente a los servos de control de vuelo. No se utilizan cables o varillas de empuje. Se reduce peso mediante la eliminación de líneas hidráulicas y grandes cantidades de fluido hidráulico. Los fabricantes están reduciendo los sistemas hidráulicos en sus aviones en favor de los sistemas de control eléctrico.

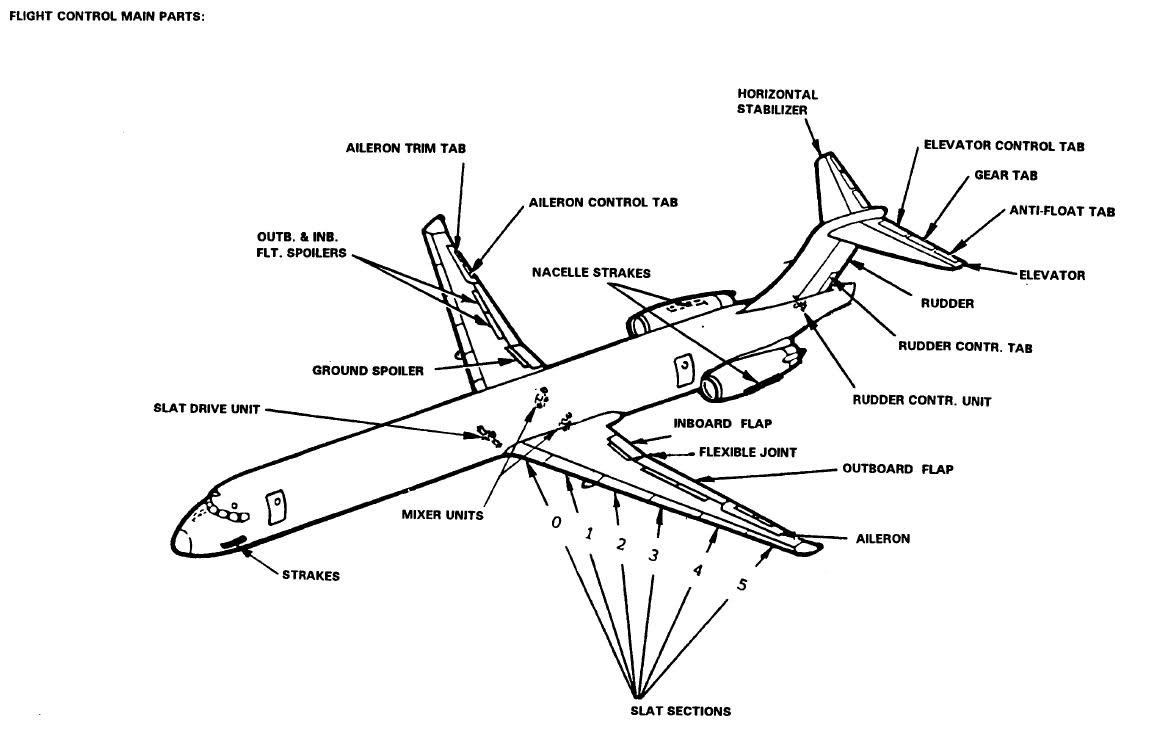
Mecanismos de los sistemas hidráulicos pertenecientes a un avión genérico.

Las funciones básicas de los sistemas hidráulicos en los aviones consisten por lo tanto en el suministro, la aplicación y el control de la potencia mecánica en aquellos puntos o equipos en que es necesaria y en el momento adecuado.

## Potencia hidráulica
La potencia hidráulica es el trabajo que efectúa un mecanismo hidráulico por unidad de tiempo.
El trabajo es el producto de la fuerza aplicada por la distancia que recorre la fuerza. La fuerza, por su parte, es igual a la presión hidráulica multiplicada por la superficie sobre la que actúa. Entonces podemos escribir:
{\displaystyle Trabajo=presion\times superficie\times distancia}
es decir,
{\displaystyle T=p\cdot S\cdot d}
La potencia hidráulica es el trabajo realizado por unidad de tiempo:
{\displaystyle W={\frac {p\cdot S\cdot d}{t}}}
El producto (superficie x distancia) es igual a volumen V, en este caso de aplicaciones hidráulicas se trata del volumen de líquido desplazado. Caudal Q es el volumen de líquido que circula por unidad de tiempo por una tubería, debido precisamente al desplazamiento de fluido en el sistema.
La potencia hidráulica se puede escribir así: {\displaystyle W=p\cdot Q} midiéndose W en vatios, la presión en Pascal, y el caudal en metros cúbicos de líquido por segundo.
Muchas veces, en la práctica diaria es normal emplear como unidad de medida de potencia el caballo (CV), como unidad de presión se suele emplear el kg/cm² , y como unidad de caudal litro por minuto. En este caso la fórmula anterior se transforma y escribe así:
{\displaystyle W={\frac {Q(l/min)\cdot p(kg/cm^{2})}{450}}}
Es importante señalar la gran influencia que tiene la presión hidráulica ya que cuanto más alta es la presión se necesita menor caudal para obtener una potencia determinada, lo que permite la construcción de equipos más pequeños y de menor peso. Esto explica la presión hidráulica a bordo (3.000 psi = 210 kg/cm², y especialmente 5.000 psi = 352 kg/cm² en el Airbus 380).

## Transmisión de presión hidráulica
En su aplicación a las aeronaves de la hidráulica constituye el método de transmitir potencia de un lugar a otro del avión, mediante el empleo de un líquido como agente o medio operacional.

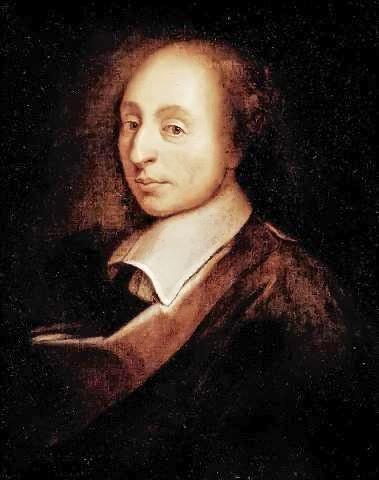
Blaise o Blas Pascal; Clermont-Ferrand, Francia, 1623 - París, 1662) Filósofo, físico y matemático francés

La transmisión de potencia de un lugar a otro del avión tiene lugar por tuberías y elementos de control del líquido hidráulico. El matemático y filósofo francés Blaise Pascal estableció este Principio: ¨La presión ejercida en un punto sobre un líquido en equilibrio se transmite íntegramente en todas las direcciones¨. Una aplicación directa y práctica de este Principio es el conocido ¨gato hidráulico¨.

## Tipos de fluidos hidráulicos
El fluido hidráulico es el medio transmisor de la presión hidráulica en los sistemas hidráulicos de a bordo. Para asegurar un funcionamiento adecuado del sistema y para evitar daños a componentes no metálicos de la instalación hidráulica, se debe emplear el fluido apropiado. Se pueden distinguir dos tipos de líquidos hidráulicos en aviación, clasificados según su origen: líquidos hidráulicos de origen mineral y sintéticos.

### Líquido hidráulico de origen mineral
Empleado enormemente en aviación general. Utilizado en la carga de amortiguadores, frenos y sistemas hidráulicos completos. Se deben emplear retenes y mangueras sintéticas con estos tipos de líquidos. El líquido hidráulico estándar de este grupo tienen el número de especificación MIL-H-5606. En campo operacional de este líquido es de -54 °C a 135 °C. Se deriva del refino del petróleo; tiene un color rojo, producido por un tinte que se mezcla en proporciones máximas de una parte de tinte por cada 10.000 de líquido. Su viscosidad es baja y es inhibidor de la corrosión.
Los líquidos MIL-H-5606 incorporan numerosos aditivos que mejoran las propiedades del líquido base. Así, se mezclan los aditivos depresores del punto de congelación, aditivos mejoradores del Índice de viscosidad, aditivos antiespumantes, antioxidantes, etcétera.
Se emplean cuando el riesgo de incendio es bajo.

### Líquidos hidráulicos sintéticos
Pertenecen al grupo de los ésteres fosfatados, usados en los sistemas en los que el riesgo de incendio es alto. Con estos líquidos se deben utilizar sellos, retenes y mangueras de caucho etileno-propileno o de teflón.
Las marcas comerciales y registradas Skydrol 500B, Chevron Hyjet W, y versiones posteriores, pertenecen al grupo de líquidos sintéticos.
Los líquidos hidráulicos sintéticos mejoran todos los índices y propiedades de los fluidos anteriores, salvo que son más oxidantes que los minerales.
Tienes tres grandes inconvenientes:
- Son muy caros
- Solo admiten elastómeros del tipo etileno-propileno en las juntas de estanqueidad del sistema
- Atacan fácilmente toda clase de pinturas, excepto las de poliuretano

Su temperatura máxima de servicio es de 150 °C.
Se debe evitar la mezcla de los diferentes tipos de fluidos porque llegarían a perder las propiedades que inicialmente se buscaban. A la hora de seleccionar estos fluidos se deben de considerar algunas propiedades y características:
1. Viscosidad
2. Estabilidad química
3. Punto de ignición

## Componentes del sistema hidráulico
Los sistemas hidráulicos se emplean como medio para reforzar la acción de mando del piloto, tanto en vuelo, para mover los mecanismos del avión, como de manejo del mismo en tierra. Por esta razón el sistema hidráulico es uno de los llamados sistemas de potencia del avión.

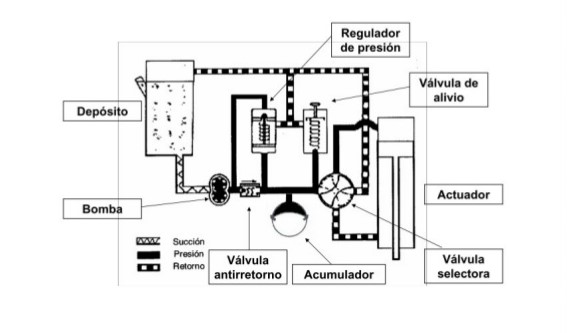
Sistema hidráulico con sus componentes principales.

Independientemente de su función y diseño, cada sistema hidráulico tiene un número mínimo de componentes básicos, además de un medio a través del cual se transmite el fluido. Un sistema básico consiste en una bomba, depósito, válvula direccional, válvula de retención, válvula de disminución de presión, actuador y e filtro.

### Bomba
La bomba aumenta la presión hidráulica hasta el valor nominal que precisa el sistema. Todos los sistemas hidráulicos de aeronaves tienen una o más bombas motorizadas y pueden tener una bomba de mano como unidad adicional cuando la bomba accionada por el motor no funciona. Las bombas de propulsión mecánica son la principal fuente de energía y pueden ser impulsadas por motor, impulsadas por motor eléctrico o impulsadas por aire. Como regla general, las bombas de motor eléctrico están instaladas para su uso en situaciones de emergencia o durante las operaciones en tierra. 

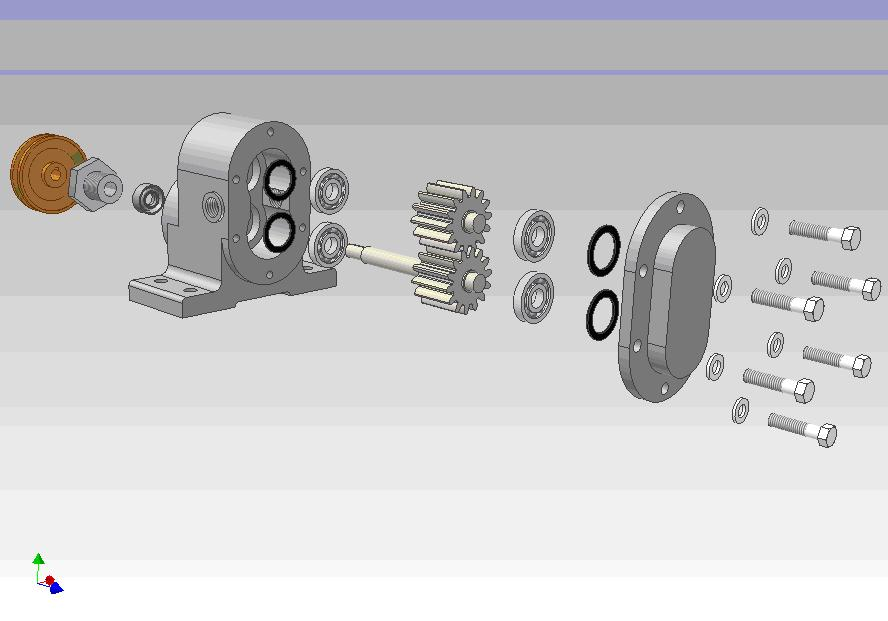
Despiece de una bomba de tipo engranaje.

Las bombas se impulsan por medios externos. La energía necesaria para impulsar las bombas se obtiene por:
- Motores eléctricos
- Motor del avión, mediante una toma de potencia
- Turbina de aire compacto movida por la presión dinámica del aire (de emergencia)

En los grandes aviones existen hasta tres sistemas hidráulicos independientes, cuyas bombas se accionan mediante combinación de los medios citados con anterioridad. De esta forma la fiabilidad de los sistemas es alta, pues resulta improbable un fallo que afecte a todos los sistemas al mismo tiempo.
Existen diversos tipos de bombas:
1. Bomba de mano: Se utilizan en algunos aviones más antiguos para la operación de los subsistemas hidráulicos y en unos pocos sistemas más nuevos como una unidad de seguridad. Las bombas de mano se instalan generalmente para fines de prueba, así como para su uso en situaciones de emergencia. Se utilizan varios tipos de bombas de mano: de acción simple (no se suele emplear en aviones debido a su ineficacia), doble acción, y rotatoria.
2. Bomba de desplazamiento constante: Una bomba de desplazamiento constante, independientemente de las rotaciones por minuto que tenga, obliga a una cantidad fija o invariable de fluido a pasar a través del orificio de salida durante cada revolución de la bomba. También se llaman de volumen constante o bombas de constante entrega. Puesto que proporcionan una cantidad fija de fluido durante cada revolución de la bomba, la cantidad de fluido suministrado por minuto depende de las rotaciones de la bomba por minuto. Cuando se emplean en un sistema hidráulico en el que la presión debe mantenerse a un valor constante, se requiere un regulador de presión.
3. Bomba de tipo engranaje: Es una bomba de desplazamiento constante. Se compone de dos engranajes engranados que giran en una carcasa. El engranaje de accionamiento es empujado por el motor de la aeronave o alguna otra unidad de potencia. El engranaje conducido engrana con, y es impulsado por, el engranaje de accionamiento. Se emplean en muchos sistemas hidráulicos de presión intermedia. El rendimiento volumétrico es bajo pero es muy sencillo de elaborar.
4. Bomba gerotor: Consiste esencialmente en una carcasa que contiene un tallado interno de siete dientes anchos y un engranaje interior de seis dientes estrechos y una tapa de la bomba que tiene dos aberturas en forma de media luna. Una abertura es en un puerto de entrada y la otra un orificio de salida. Durante el funcionamiento de la bomba, los engranajes giran en sentido horario juntos.
5. Bomba de pistón: Las bombas de pistón puede ser de desplazamiento constante o variable. El mecanismo de bombeo básico de este tipo de bombas consiste en un cilindro de múltiples orificios, un pistón por cada uno y una válvula con ranuras de entrada y de salida. Se clasifican mecánicamente en bombas de pistones axiales y radiales.

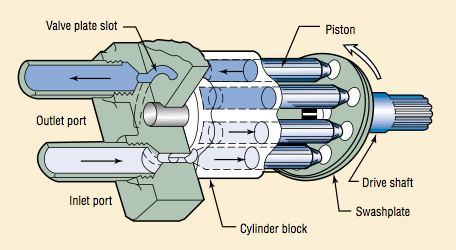
Bomba de pistones del sistema hidráulico.

1. Bomba de paletas: Es también una bomba de desplazamiento constante. Se compone de una carcasa que contiene cuatro paletas, un rotor de acero hueco con ranuras para las paletas, y un acoplamiento para girar el rotor. Al girar el rotor el volumen aumenta gradualmente desde el mínimo hasta el máximo durante la primera mitad de una revolución y disminuye gradualmente del máximo al mínimo durante la segunda mitad de la revolución.

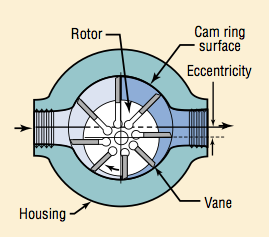
Bomba de paletas del sistema hidráulico.

1. Bomba de desplazamiento variable: Una bomba de desplazamiento variable tiene una salida de fluido que varía para satisfacer las demandas de presión del sistema. La salida de la bomba se cambia automáticamente por una bomba compensadora dentro de la bomba.

Se dice que una bomba es de desplazamiento constante cuando el caudal de líquido que suministra es proporcional al régimen de giro de la bomba mientras que las de desplazamiento variable son independientes del número de revoluciones por minuto de la bomba pues la cantidad de líquido desplazada depende de las necesidades del sistema. 

### Acumuladores hidráulicos
Un acumulador es una especie de depósito capaz de almacenar una cierta cantidad de fluido presurizado para auxiliar al circuito hidráulico en caso de necesidad. Está compuesto por dos cámaras divididas por un diafragma de material flexible sintético (membrana). Una de las cámaras contiene el líquido hidráulico a la presión del sistema, y la otra tiene la carga del gas a presión. El gas es nitrógeno, que es poco activo desde el punto de vista químico.
Las principales funciones de los acumuladores son:
- Prevenir el ciclaje de carga y descarga de la bomba hidráulica ante posibles fugas del líquido en el sistema.
- Amortiguar las oscilaciones de presión en el sistema. Esto se efectúa por medio de la compresibilidad del gas del acumulador.
- Suministrar presión de emergencia en caso de avería de la bomba hidráulica.
- Permitir la expansión térmica del líquido.

### Depósitos
El depósito hidráulico es el recipiente que contiene el líquido. El fluido circula desde el depósito a la bomba, donde se fuerza a través del sistema y, finalmente vuelve al depósito. El depósito no solo abastece las necesidades de funcionamiento del sistema, sino que también repone el líquido perdido por fugas. Además, el depósito sirve como un dique de contención para el exceso de líquido forzado a salir del sistema por la expansión térmica (aumento de volumen de fluido causado por los cambios de temperatura), los acumuladores, el pistón y el desplazamiento del actuador. El depósito también proporciona un lugar para que el fluido se purgue de las burbujas de aire que pueden entrar en el sistema. Las materias extrañas recogidas en el sistema también se puede separar del fluido en el depósito o a medida que fluye a través de filtros de línea. 
Las funciones generales de los depósitos son:
1. Almacenar el líquido que se emplea como medio transmisor de potencia.
2. Compensar las pérdidas debidas a fugas.
3. Actuar de regulador térmico.
4. Permitir la desemulsión de líquido.

Los depósitos utilizados en aviación suelen ser de dos tipos: presurizados y no presurizados.
Depósitos Presurizados
Los depósitos en los aviones diseñados para el vuelo a gran altitud son por lo general presurizados. La presurización asegura un flujo a la bomba a gran altura cuando se encuentra a bajas presiones atmosféricas. En algunas aeronaves, el depósito es presurizado por aire; en otros, el depósito puede ser presurizado por la presión del sistema hidráulico. Como valor orientativo se puede decir que la presurización de los depósitos oscilan entre 0,25 kg/cm² y 4 kg/cm², según el tipo de sistema.  

Los depósitos pueden ser presurizados por: efecto Venturi, aire a presión o por émbolo.
Depósitos no presurizados
Los depósitos no presurizados se utilizan en los aviones que no están diseñados para las maniobras exigentes, no vuelan a gran altura, o en los que el depósito se encuentra en la zona presurizada de la aeronave. La mayoría de los depósitos no presurizados tienen forma cilíndrica. La carcasa exterior está fabricado a partir de un metal fuerte resistente a la corrosión. Los filtros normalmente se instalan dentro del depósito para limpiar el sistema de retorno del fluido hidráulico. En general, los depósitos no presurizados utilizan un medidor visual para indicar la cantidad de fluido. En algunos casos, la cantidad de fluido también se puede leer en la cabina a través del uso de transmisores. Estrictamente hablando, estos depósitos están ligeramente presurizados debido a la expansión térmica del fluido y el retorno de fluido al depósito desde el sistema principal. Los depósitos no presurizados cuentan con válvulas de retención, válvula de disminución de presión, válvula de vacío y válvula de purga de aire.

### Válvulas selectoras
Tienen la misión de dirigir el líquido hidráulico a la parte adecuada del sistema. Se llaman también válvulas de control o distribuidoras. Tienen el propósito de aislar el sistema normal del sistema alternativo o de emergencia.
La estándar es de cuatro orificios, que conecta las líneas de presión y de retorno a los dos lados del martinete.
Se pueden clasificar en dos grandes grupos:
1. Válvula selectora de corredera. Se trata de una válvula de dos vías, porque hay dos vías posibles de paso. Se encuentran en numerosas aplicaciones en los sistemas hidráulicos de aviación y pertenece a la categoría de las válvulas medidoras.
2. Válvula selectora radial. Es más simple que le corredera, normalmente de accionamiento manual y se utilizan en sistemas hidráulicos y combustible en aviación general.

### Válvulas antirretorno restrictoras
Es la combinación de los restrictores con las válvulas antirretorno. Su función es la de permitir la velocidad normal de operación de los mecanismos en un sentido, cuando actúa como tal válvula, y velocidad restringida en el sentido opuesto cuando la válvula está cerrada. Se emplea normalmente en las líneas alternativas. 

### Válvulas reductoras de presión
Existen varios sistemas del avión que no necesitan la presión hidráulica nominal que suministran las bombas, por ejemplo con el servicio de frenos. 
En ocasiones se desea disminuir la presión hidráulica operativa de un sistema determinado con el fin de no sobrecargar de forma continua la estructura de soporte de los martinetes.
En todos estos casos la válvula reductora reduce la presión, aguas abajo del punto donde está instalada, y la ajusta al valor previsto para los mecanismos enganchados a esa línea.

### Fusibles hidráulicos
Los fusibles hidráulicos funcionan igual que los eléctricos, es decir, cortan el paso del fluido cuando detectan un caudal excesivo en la tubería. De esta forma impiden que todo el fluido escape al exterior.
Existen dos tipos de fusibles, dependiendo de su funcionamiento:
- Uno detecta la caída de presión cuando hay fuga masiva del fluido.
- El otro detecta el excesivo caudal que pasa por el fusible.

### Martinetes
Junto a los actuadores se encargan de transportar la presión hidráulica en fuerza mecánica. Se clasifican principalmente en dos clases: martinetes de efecto simple y efecto doble.
En los martinetes de efecto simple el émbolo recibe presión hidráulica solo por una de sus caras, por tanto tiene una carrera de trabajo. La recuperación se debe de realizar con ayuda de un medio externo, normalmente por la tensión de un resorte.

En los martinetes de efecto doble es que se emplea más generalmente y en este caso el émbolo recibe por ambas caras para conseguir movimiento en los dos sentidos, por tanto tiene dos carreras de trabajo y pueden ser de vástago simple, pasante y fijo.
Martinetes de vástago simple
- Tiene como característica peculiar las áreas distintas de ambas caras del pistón.
- Produce más fuerza cuando se aplica la presión en la cara que no tiene vástago (son descompensados).

Martinetes de vástago pasante
- Permite aplicar fuerza en ambas direcciones.
- El vástago de pistón (variante de este) se prolonga en ambas direcciones para conseguir la misma superficie efectiva en el pistón.

Martinetes de vástago fijo
- Los extremos del vástago están anclados en la estructura de la aeronave.
- El mecanismo de la aeronave que se desea mover se engancha a la camisa del cilindro.

### Intercambiadores de calor
Utilizados especialmente en aeronaves de transporte. Enfrían el líquido hidráulico de las bombas hidráulicas, aumentando así la vida de servicio del fluido y de las bombas hidráulicas. Están localizados en los tanques de combustible y están compuestos de tubos recubiertos de aluminio para transferir calor del fluido hidráulico al combustible. Están situados en los tanques de combustible.

### Actuadores
Se trata usualmente de un cilindro accionado, que transforma energía en forma de presión en el fluido en fuerza mecánica para realizar trabajo. Es usado para transmitir un movimiento lineal a otros objetos movibles o mecanismos. Consiste básicamente en un carcasa cilíndrica, uno o más pistones y sus bielas, además de algunos elementos sellantes. Los podemos clasificar como:
- Simple efecto
- Doble efecto
- Actuador lineal
- Actuadores rotativos
- Motor hidráulico

### Filtros
Los filtros son dispositivos de control que impiden la contaminación del fluido, sobre todo la contaminación sólida. Este tipo de contaminación puede producir tres efectos en el sistema: impedir su funcionamiento, degradar la actuación y acelerar el desgaste.
En general, la fiabilidad y la eficiencia de todo el sistema depende de un filtrado adecuado. Existen dos tipos de ellos: 
- Filtrado superficial : o filtración en barrera, que se produce cuando se retienen en la superficie de la malla filtrante las partículas cuyo tamaño supera el grado de filtración utilizado, por tanto sirven como barrera y no dejan pasar tanto caudal de líquido.
- Filtrado en profundidad: se produce cuando las partículas contaminantes deben pasar por varias capas de mallas cuya porosidad disminuye en el sentido que avanza el líquido.

En función de su posición en el sistema hidráulico se pueden distinguir cuatro tipos de filtros:
1. Filtro de alimentación. Se sitúa delante de la bomba hidráulica, en la línea de alimentación, normalmente fabricado con malla de alambre.
2. Filtro de prealimentación. Similar al anterior pero con mayor capacidad filtrante.
3. Filtros de derivación. Cartucho fabricado de papel que tiene una imprimación de resina fenólica. El líquido no pasa por la malla filtrante, al menos en su totalidad.
4. Filtros de presión. Son los clásicos de salida de la bomba hidráulica. Su función es suministrar el líquido a todos los servicios hidráulicos de la aeronave con el grado de pureza previsto por el fabricante.

El mantenimiento de los filtros es relativamente sencillo. Se trata principalmente de limpiar el filtro y el elemento filtrante o limpiar el filtro y la sustitución del elemento. En caso de mantener el elemento, este se debe inspeccionar minuciosamente para asegurarse de que está completamente intacto. Existe una amplia variedad de métodos y materiales utilizados en la limpieza de todos los filtros. Si se sustituye el elemento del filtro, hay que asegurarse de que no hay presión en el vaso del filtro. Al realizar este proceso se deben utilizar ropa y gafas de protección para evitar que el líquido entre en contacto con el ojo. Después de que el elemento del filtro ha sido sustituido, el sistema debe realizar una prueba de presión para asegurar que el elemento de sellado en el filtro está intacto. En el caso de un fallo de un componente principal, tal como una bomba, se debe prestar atención a la sustitución del elemento filtrante del sistema, así como del componente que ha fallado.

## Requisitos generales de los sistemas hidráulicos
De acuerdo con la normativa aeronáutica los sistemas hidráulicos de las aeronaves comerciales deben cumplir tres requisitos básicos, previos a la obtención de su Certificado de Tipo.
1. Requisitos de proyecto, tales como soportar sin deformación ni rotura la presión máxima más la carga máxima estructural o tener instrumentos para indicar la presión del fluido en el sistema.
2. Requisitos de ensayo, tales como los completos del sistema para ver que los elementos soportan sin deformación la presión, holguras aceptables, y ensayos completos de compatibilidad y funcionalidad.
3. Requisitos de protección contra incendios, donde se incluyen todas las normas que involucran fluidos inflamables de a bordo.[3]

## Esquema del sistema hidráulico

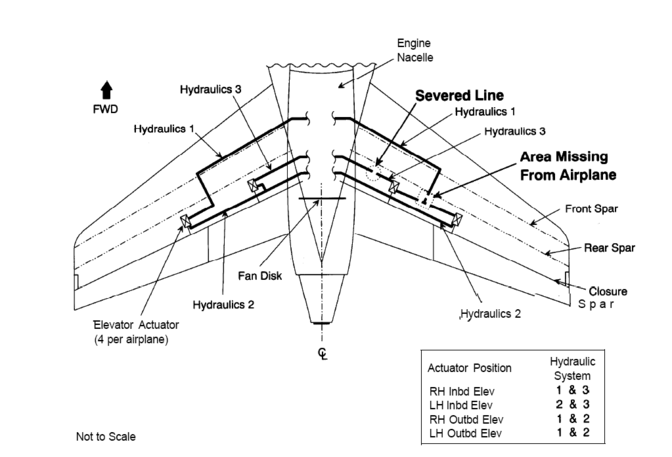
Esquemática del sistema hidráulico de una aeronave.